# A Life Divided
A Life Divided (stilizálva A LIFE [DIVIDEꓷ]) 2003-ban alakult müncheni gothic rock / synth rock együttes.

## Története
Előzménye az 1999-ben alakult Cydonian volt; ezen név alatt adták ki 2001-es Estranged progresszív stílusú albumukat. 2002-ben az énekes, Mike Gerold otthagyta az együttest, ekkor csatlakozott Jürgen Plangger és Erik Damköhler. Az új tagok hatására stílus- és névváltás történt, és 2003-tól A Life Divided néven alkotnak. 2006-ig két albumot készítettek, és előzenekarként léptek fel az Oomph!, Lacrimas Profundere, Apocalyptica és az Eisbrecher koncertjein. 2011-ben végül sikerült leszerződjenek az AFM Records kiadóval, és 2020-ig további négy albumuk jelent meg.

## Tagok
- Jürgen Plangger – ének
- Tony Berger – gitár
- Tobi Egger – basszus
- Erik Damköhler – billentyűk, gitár, szövegírás

### Korábbi tagok
- Mike Hofstätter – gitár (2003–2015)
- Korl Fuhrmann – dob (2003–2018)

## Stúdióalbumok
- Estranged (2001; Cydonian-ként)
- Virtualized (2003)
- Far (2006)
- Passenger (2011)
- The Great Escape (2013)
- Human (2015)
- Echoes (2020)